# Зубов Геннадій Олександрович
Зу́бов Генна́дій Олекса́ндрович (*12 вересня 1977, Алчевськ) — український футболіст та футбольний тренер. У минулому — півзахисник, відомий насамперед виступами за донецький «Шахтар» та національну збірну України. Колишній тренер молодіжного складу клубу «Шахтар» (Донецьк). У вересні 2022 року переїхав у Санкт-Петербург, та став тренером команди "Зірка". Підтримав вторгнення Росії в Україну. 

## Клубна кар'єра
Вихованець алчевського спортінтернату, перший тренер — Сергій Горковенко. Професійні виступи розпочав 1993 року у «Сталі» з рідного Алчевська.
У жовтні 1994 року перейшов до донецького «Шахтаря», у складі якого дебютував у вищій лізі чемпіонату України вже 8 листопада у матчі проти київського «Динамо» (поразка 1:3). Загалом провів у «Шахтарі» майже 10 років, взяв участь у 223 матчах команди в чемпіонатах України, відзначився 57 забитими голами.
Сезон 2004—2005 провів у маріупольському «Іллічівці», згодом продовжив виступи у «Сталі» (Алчевськ) та луганській «Зорі». Кар'єру гравця завершив восени 2007 року в 30-річному віці. Останнім клубом гравця став друголіговий «Комунальник» з Луганська.

## Статистика виступів

### Клубна
| Клуб              | Сезон             | Чемпіонат | Чемпіонат | Кубок | Кубок | Єврокубки | Єврокубки | Всього | Всього |
| Клуб              | Сезон             | Ігри      | Голи      | Ігри  | Голи  | Ігри      | Голи      | Ігри   | Голи   |
| ----------------- | ----------------- | --------- | --------- | ----- | ----- | --------- | --------- | ------ | ------ |
| Сталь             | 1993-94           | 15        | 1         | 1     | 0     | -         | -         | 16     | 1      |
| Сталь             | 1994-95           | 12        | 2         | 2     | 0     | -         | -         | 14     | 2      |
| Шахтар            | 1994-95           | 7         | 1         | 3     | 1     | -         | -         | 10     | 2      |
| Шахтар            | 1995-96           | 25        | 6         | 4     | 1     | 1         | 0         | 30     | 7      |
| Шахтар            | 1996-97           | 27        | 4         | 7     | 0     | 4         | 0         | 38     | 4      |
| Шахтар            | 1997-98           | 30        | 7         | 4     | 2     | 6         | 2         | 40     | 11     |
| Шахтар            | 1998-99           | 27        | 4         | 6     | 2     | 4         | 0         | 37     | 6      |
| Шахтар            | 1999-00           | 26        | 12        | 3     | 2     | 3         | 0         | 32     | 14     |
| Шахтар            | 2000-01           | 24        | 9         | 5     | 0     | 12        | 3         | 41     | 12     |
| Шахтар            | 2001-02           | 23        | 8         | 6     | 0     | 6         | 1         | 35     | 9      |
| Шахтар            | 2002-03           | 17        | 4         | 5     | 2     | 3         | 0         | 25     | 6      |
| Шахтар            | 2003-04           | 17        | 2         | 5     | 0     | 1         | 0         | 23     | 2      |
| Іллічівець        | 2004-05           | 14        | 4         | 2     | 1     | 3         | 0         | 19     | 5      |
| Металург Д        | 2005-06           | 0         | 0         | 1     | 0     | -         | -         | 1      | 0      |
| Сталь             | 2005-06           | 5         | 0         | 1     | 0     | -         | -         | 6      | 0      |
| Зоря              | 2006-07           | 11        | 2         | 1     | 0     | -         | -         | 12     | 2      |
| Комунальник       | 2007-08           | 8         | 0         | 1     | 0     | -         | -         | 9      | 0      |
| Всього за Шахтар  | Всього за Шахтар  | 223       | 57        | 48    | 10    | 40        | 6         | 311    | 73     |
| Всього за кар'єру | Всього за кар'єру | 288       | 66        | 57    | 11    | 43        | 6         | 388    | 83     |

## Виступи за збірну
Викликався до юнацьких збірних України різних вікових категорій. У молодіжній збірній України провів усього 2 матчі, оскільки вже у 19-річному віці почав отримувати виклики до національної збірної, у складі якої дебютував 5 жовтня 1996 року у грі проти збірної Португалії (перемога 2:1). Загалом у матчах збірної виходив на поле у 29 матчах, має в активі 3 забиті м'ячі.
| #  | Дата              | Місце            | Противник | Рахунок | Результат | Змагання                         |
| -- | ----------------- | ---------------- | --------- | ------- | --------- | -------------------------------- |
| 1. | 6 червня 2001     | Київ, Україна    | Уельс     | 1-1     | нічия     | відбір до ЧС 2002                |
| 2. | 10 листопада 2001 | Київ, Україна    | Німеччина | 1-1     | нічия     | стиковий матч відбору до ЧС 2002 |
| 3. | 7 вересня 2002    | Єреван, Вірменія | Вірменія  | 2-2     | нічия     | відбір до ЧЄ 2004                |

## Досягнення
- Чемпіон України 2002;
- Срібний призер чемпіонатів України (7): 1997, 1998, 1999, 2000, 2001, 2003, 2004;
- Чотириразовий володар Кубка України (1997, 2001, 2002, 2004);
- Бронзовий призер юнацького чемпіонату Європи 1994 року.[1]